# استرلینگ بومان
استرلینگ بومان (انگلیسی: Sterling Beaumon؛ زادهٔ ۲ ژوئن ۱۹۹۵) هنرپیشه اهل ایالات متحده آمریکا است.
از فیلم‌ها یا برنامه‌های تلویزیونی که وی در آن نقش داشته‌است می‌توان به دکتر هاوس، لاست، کشتن، ذهن‌های مجرم، آرتور نیومن و گری مجرد اشاره کرد.